# Капитан 1-го ранга Миклухо-Маклай (эсминец)
«Капитан 1-го ранга Миклухо-Маклай» (до 9 июня 1914 года — «Капитан Кингсберген»), с 18 декабря 1918 года «Спартак», с 3 января 1919 года «Вамбола», с 30 июня 1933 года «Альмиранте Вильяр» — эскадренный миноносец типа «Лейтенант Ильин», построенный на Путиловском заводе и принадлежавший к числу эскадренных миноносцев типа «Новик». Назван в честь Владимира Николаевича Миклухи, героя Цусимского сражения.

## История службы
Сборка эсминца на стапеле была начата 28 сентября 1913 года. Спущен на воду 14 августа 1915 года, формально вступил в строй 12 декабря 1917 года. Дислоцировался в Гельсингфорсе, принял участие в Ледовом походе.
29 ноября 1918 года вошёл в состав Действующего отряда кораблей (ДОТ) и принял активное участие в боевых действиях.
25 декабря 1918 года эсминец, переименованный в «Спартак», начал своё участие в Ревельской набеговой операции. Вечером корабль с Ф. Ф. Раскольниковым на борту вышел в море, причём начальник отряда не поставил командующего флотом в известность о столь раннем и незапланированном выходе.
Выйдя в море, «Спартак» направился к острову Нарген и обстрелял его 26 декабря около полудня. Через полчаса эсминец задержал финский пароход, который был с призовой командой отправлен в Кронштадт. На этот арест было потрачено около двух часов, и на горизонте появились дымы кораблей, шедших со стороны Ревеля. Это был английский отряд в составе лёгких крейсеров «Калипсо», «Карадок» и 2 эсминцев, идущий на перехват «Спартака». На борту советского эсминца началась паника и он начал отходить. Машины «Спартака» находились в плохом состоянии, но кочегары и механики «выжали» из них все возможное, в результате чего расстояние до противника перестало уменьшаться. На преследовании противник вел редкий огонь, «Спартак» отстреливался из кормовых 102-мм орудий, тем не менее, попаданий не достигла ни одна из сторон. Командующий отрядом и командир эсминца всё это время на мостике отсутствовали. Около 14 часов старший штурман был контужен первым же выстрелом из носового орудия, сделанным под слишком острым углом к корме; на мостике, где выстрел приняли за попадание неприятельского снаряда, возникла паника и неуправляемый советский эсминец выскочил на камни в районе банки Карадимульсей. Как только английские корабли приблизились, на «Спартаке» спустили флаг. Вышедший вслед за «Спартаком» «Автроил» также был захвачен англичанами. 3 — 5 февраля 1919 года на острове Найссаар были расстреляны моряки с миноносцев «Спартак» и «Автроил», захваченных британской эскадрой. В постановлении Военно-морского суда Эстонии за подписью командующего военно-морскими силами капитана ВМФ Йохана Питка значилось, что суд приговорил 27 матросов к смертной казни (26 были казнены, одному удалось сбежать).
Советские эсминцы были отбусированы в Ревель (ныне Таллин) и 3 января 1919 года переданы в состав Военно-морских сил Эстонии. «Спартак» получил новое название «Вамбола» (эст. «Wambola»). Зимой 1919 года он был отремонтирован и в течение боевых действий активно действовал вместе с английскими кораблями против кораблей ДОТа и войск Красной Армии.
После окончания Гражданской войны и заключения Тартуского мира корабль с сокращённым составом команды преимущественно стоял в порту, до того как в 1933 году был переведён в резерв. 30 июня 1933 года «Вамбола» был продан Перу и вошёл в состав её ВМС с новым названием — «Альмиранте Вильяр» (исп. Almirante Villar). В сентябре 1933 — июле 1934 годов совершил переход из Таллина в Перу.
Принимал участие в конфликте между Перу и Эквадором, 25 июля 1941 года участвовал в перестрелке с эквадорской канонеркой «Абдон Кальдерон» в проливе Хамбели.
15 сентября 1954 года исключён из состава флота и разобран на металл.